# Äussere Enge
Die Äussere Enge (auch Usseri Ängi) ist ein Quartier der Stadt Bern. Es gehört zu den 2011 bernweit festgelegten 114 gebräuchlichen Quartieren und liegt im Stadtteil II Länggasse-Felsenau, dort im statistischen Bezirk Felsenau. Es grenzt an Vordere Engehalde, Hintere Engehalde, Rossfeld,  Viererfeld und den Kleinen Bremgartenwald. Im Norden beginnt das Felsenauviadukt der Autobahn A1.
Im Jahr 2022 werden 259 Einwohner angegeben, davon 206 Schweizer und 53 Ausländer.
Die Wohnbebauung im Quartier sind Mehrfamilien- und einige Reihenhäuser. Die Christliche Schule Bern ist eine konfessionelle Privatschule im Quartier.
Das Quartier wird durch die RBS über den S-Bahnhof Bern-Felsenau und die Buslinie 21 mit dem Zentrum verbunden.